# 湖南凤凰山国家森林公园
湖南凤凰山国家森林公园在湖南省长沙市宁乡市境内，跨越夏铎铺与东湖塘二地界域，属长沙大河西先导区范围。园区总面积2,159公顷，森林覆盖率95.5%，2009年12月被批准为国家森林公园。凤凰山地区属衡山余脉北支，起于黄茅大岭，沿望城、湘潭、韶山等县边境蜿蜒起伏，依次为狮子山、仙女岭、小鱼岭、大界岭、芦茅塘山、扁担坳、凤形山，止于宁乡市境。地处凤凰山地区的凤凰山森林公园分为香山冲、龙凤峡、嵇加山三大景区，共有山水石寺等景点50多个，主要景点有竹林云海、香山烟雨、棋盘巨石、宝塔神树、响鼓潭瀑布、烈马卧槽等。地理上，凤凰山区属中亚热带湿润气候，雨量充沛，分布有种类繁多的野生动植物种类，园区内已查明国家重点保护植物23种、国家重点保护动物14种。

## 地理环境
湖南凤凰山国家森林公园位于东经112°33'22—112°37'35，北纬28°09'01—28°11'24，范围包括牛角湾（沿山脚经脚庵子、黄上塘、横山塘、黎家坡、香山冲门楼、张家湾），粟塘坪冲（沿山脊经大坡冲、嵇茄山顶），项角塘（沿山脚至经大圫湾里、铁炉冲、滴水崖、凫山岭、宁乡县职业中专学校、窑坪冲）至牛角湾合围区域。
园区地势大致自西向东倾斜，西高东低、南陡北缓，最高海拔为位于香山冲的嵇茄山主峰海拔474.7米，最低海拔为59米。年平均气温16.8℃，1月平均气温4.5℃，7月平均气温28.9℃；年平均降水量为1328毫米，平均日照为1709小时，平均无霜期276天。公园地质构造复杂，主要有第三纪砂（砾）岩风化物、花岗岩风化物、板页岩风化物及第四纪红色粘土风化物，另有少量河湖沉积物、石灰岩风化物和紫色砂页岩风化物。公园内有大小湖泊、水库13个，总容量为928万立米³，主要水体有企石港河、香山湖、老虎岩水库、横山塘水库等。